# Hemiolia (nave)
La hemiolia o hemiolos (in greco antico: ἡμιολία [ναῦς] o ἡμίολος [λέμβος]?) era una leggera e veloce nave da guerra che apparve nei primi anni del IV secolo a.C. Era particolarmente apprezzata dai pirati nel Mediterraneo orientale  ma venne anche utilizzata da Alessandro Magno sui remoti fiumi Indo e Idaspe, e dai romani come trasporto truppe. È comunque molto probabile che il tipo sia stato inventato dai pirati, probabilmente in Caria.
Il suo nome deriva dal fatto che veniva equipaggiata da una fila e mezza di rematori per ogni lato, con la mezza fila aggiuntiva collocata a centronave, dove lo scafo era abbastanza grande da ospitarne i rematori. Così queste navi guadagnarono potenza motrice senza aumentare significativamente il peso della nave stessa. Poco si conosce delle loro caratteristiche ma Arriano, basandosi su Tolomeo I, le classifica tra i triacontori. Questo indica probabilmente che avessero 15 remi per ogni lato, con una fila completa di dieci ed una mezza fila di cinque, gli ultimi probabilmente mossi da due uomini invece di spingere con lo stesso numero una fila completa di remi. Dato il loro scafo più leggero, la maggiore lunghezza e il profilo generalmente più sottile, l'hemiolia doveva avere un vantaggio in velocità anche sulle navi da guerra più leggere come le liburne.